# سلیمان دیاوارا
سلیمان دیاوارا (انگلیسی: Souleymane Diawara؛ زاده ۲۴ دسامبر ۱۹۷۸) یک بازیکن فوتبال اهل فرانسه است.